# Гамбург-Нойалермеє
Нойалермеє (нім. Neuallermöhe) — частина району Бергедорф вільного та ганзейського міста Гамбург, яка була утворена 1 січня 2011 року. Нойалермеє входить до складу місцевості Маршланде.